# Francisco Campos Salamanca
Francisco Campos Salamanca (Las Palmas de Gran Canaria, 8 de març de 1916 - Madrid, 8 de setembre de 1995), conegut com a Paco Campos, va ser un futbolista i entrenador de futbol espanyol. Jugava com a davanter i va disputar deu temporades a la primera divisió espanyola, nou amb l'Atlético Aviación i un amb l'Sporting de Gijón. Va ser internacional amb la selecció espanyola.

## Trajectòria

### Com a jugador
Campos va començar jugant en equips de la seva ciutat natal, com el Real Sporting San José o el Marino FC, fins a l'inici de la guerra civil el 1936. Quan va concloure la guerra, va començar a jugar al Club Aviación Nacional i, a mitjans de la temporada 1939-40, es va incorporar a l'Atlético Aviación (actual Atlético de Madrid). Amb l'Atlético va debutar a la primera divisió espanya el 7 de gener de 1940, en una victòria per 2-1 contra el Reial Madrid. En la seva primera temporada a l'equip va aconseguir un títol de lliga, que, a més, també va ser el primer de la història per al seu club. En la campanya següent va tornar a guanyar la lliga i, en la tercera, Campos va aconseguir el seu rècord golejador particular a primera divisió després de marcar 20 gols.
El 1948 va fitxar per l'Sporting de Gijón, conjunt que acabava de baixar a segona divisió. En la campanya 1949-50, va actuar d'entrenador-jugador de l'equip després de la marxa de Manuel Meana i fins a la incorporació d'Amadeo Sánchez com a tècnic de Gijón. A la temporada 1950-51, aquest cop només com a jugador, va marcar 20 gols i va aconseguir l'ascens a primera divisió. Va romandre en el club asturià durant una altra temporada més, abans de retirar-se com a futbolista el 1952.
Campos va disputar un total de 204 partits a primera divisió, en els quals va marcar 127 gols.
També, Campos va ser internacional amb la selecció espanyola, disputant 6 partits i marcant 5 gols.

### Com a entrenador
Va començar la seva carrera com a tècnic al club on havia posat fi la seva etapa com a futbolista, l'Sporting de Gijón, el que va dirigir en la temporada 1954-55. Posteriorment, també va ocupar la banqueta del CD Badajoz, la UD Salamanca, la UD Las Palmas, el CD Manchego i el CD Tenerife, en tots els casos entre la segona divisió i la tercera divisió espanyola.

## Palmarès
- 2 lligues espanyoles (Primera Divisió): 1939/40 i 1940/41.